# Ірвіндейл
Ірвіндейл (англ. Irwindale) — місто (англ. city) в США, в окрузі Лос-Анджелес штату Каліфорнія. Населення — 1472 особи (2020).
Ірвіндейл складається, переважно, з гірських кар'єрів, які є основним джерелом доходу міста. В відміну від інших міст округу з малим населенням (Вернон та Індастрі), в Ірвіндейлі широко розвинена система послуг. Жителям міста надаються послуги бібліотеки, центрів для молоді та людей похилого віку, громадських гімназій та парків.

## Географія
Ірвіндейл розташований в районі долини Сан-Габріель за координатами 34°6′43″ пн. ш. 117°57′49″ зх. д. / 34.11194° пн. ш. 117.96361° зх. д. (34.111914, -117.963523).  За даними Бюро перепису населення США в 2010 році місто мало площу 24,90 км², з яких 22,86 км² — суходіл та 2,04 км² — водойми. Висота центру населеного пункту — 143 метри над рівнем моря.

## Демографія
Згідно з переписом 2010 року, у місті мешкали 1422 особи в 374 домогосподарствах у складі 309 родин. Густота населення становила 57 осіб/км².  Було 390 помешкань (16/км²).
Расовий склад населення:
| - 58,6 % — білих - 2,4 % — азіатів - 2,0 % — корінних американців - 0,8 % — чорних або афроамериканців - 0,6 % — вихідців з тихоокеанських островів - 31,5 % — осіб інших рас |

До двох чи більше рас належало 4,1 %. Частка іспаномовних становила 90,6 % від усіх жителів.
За віковим діапазоном населення розподілялося таким чином: 26,2 % — особи молодші 18 років, 63,2 % — особи у віці 18—64 років, 10,6 % — особи у віці 65 років та старші. Медіана віку мешканця становила 34,0 року. На 100 осіб жіночої статі у місті припадало 93,5 чоловіків;  на 100 жінок у віці від 18 років та старших — 90,0 чоловіків також старших 18 років.
Середній дохід на одне домашнє господарство  становив 66 200 доларів США (медіана — 50 341), а середній дохід на одну сім'ю — 70 127 доларів (медіана — 51 944). Медіана доходів становила 40 125 доларів для чоловіків та 30 326 доларів для жінок. За межею бідності перебувало 12,5 % осіб, у тому числі 18,9 % дітей у віці до 18 років та 18,2 % осіб у віці 65 років та старших.
Цивільне працевлаштоване населення становило 562 особи. Основні галузі зайнятості: освіта, охорона здоров'я та соціальна допомога — 18,5 %, роздрібна торгівля — 13,9 %, мистецтво, розваги та відпочинок — 13,9 %.

## Міста-побратими
- Сальватьерра